# Eriksberg, Botkyrka kommun
Eriksberg är ett bostadsområde i kommundelen Hallunda-Norsborg i Botkyrka kommun i Stockholms län. Området började byggas på 1970-talet och består idag av en blandning av höghus och radhus.  

## Historik
Inom ramen för miljonprogrammet beslöts i mitten av 1960-talet att bebygga Norra Botkyrka med höghus, villor och radhus. Projektet kallades Botkyrkastaden. Förutom Eriksberg ingick även Hallunda, Norsborg, Slagsta, Fittja, Alby och Storvreten i projektet.
Bebyggelsen är belägen på Eriksbergsåsen och sträcker sig mellan Hallundavägen i norr och Sankt Botvids väg (gamla Södertäljevägen) i syd. Området består främst av höghus, uppförda under mitten av 1970-talet. Typiska för området är fyra höga och långa huslängor vid Skarpbrunnavägen 21–85. Fasaderna är klädda med röd plåt och accentueras av ett framträdande parti i vitt. Husen ritades av arkitekt Lars Bryde och byggdes åren 1973–75 i egen regi av SKB:s dåvarande byggnadsavdelning. För försörjning med dricksvatten anlades i början på 1970-talet Eriksbergs vattenreservoar som står på Eriksbergsåsen. Byggnaden är klädd i vit korrugerad plåt och har på framsidan en skala som kunde ange den aktuelle vattenmängden i bassängen. Mitt på Eriksbergsåsen står Hammerstaskolan, en F-9-skola med omkring 440 elever (adress Hallundavägen 199).
Lägre bebyggelse tillkom under 1980-talet. År 1991 stod "Tre Källors" höghus klara, byggda av HSB och innehåller totalt 290 lägenheter. Söder om motorvägen E4/E20 ligger Eriksbergs industriområde, som dock räknas till kommundelen Alby.

## Panorama

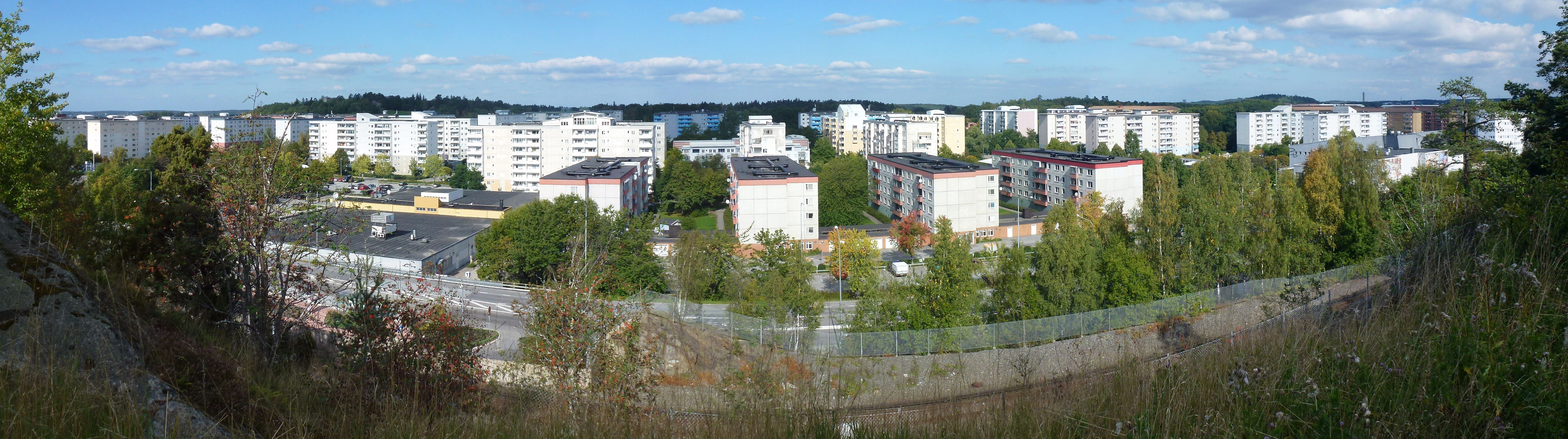
Vy från Eriksberg över Hallunda

## Demografi
Folkmängd i Eriksberg är omkring 3 900 varav 66,6 procent med utländsk bakgrund.

## Bilder

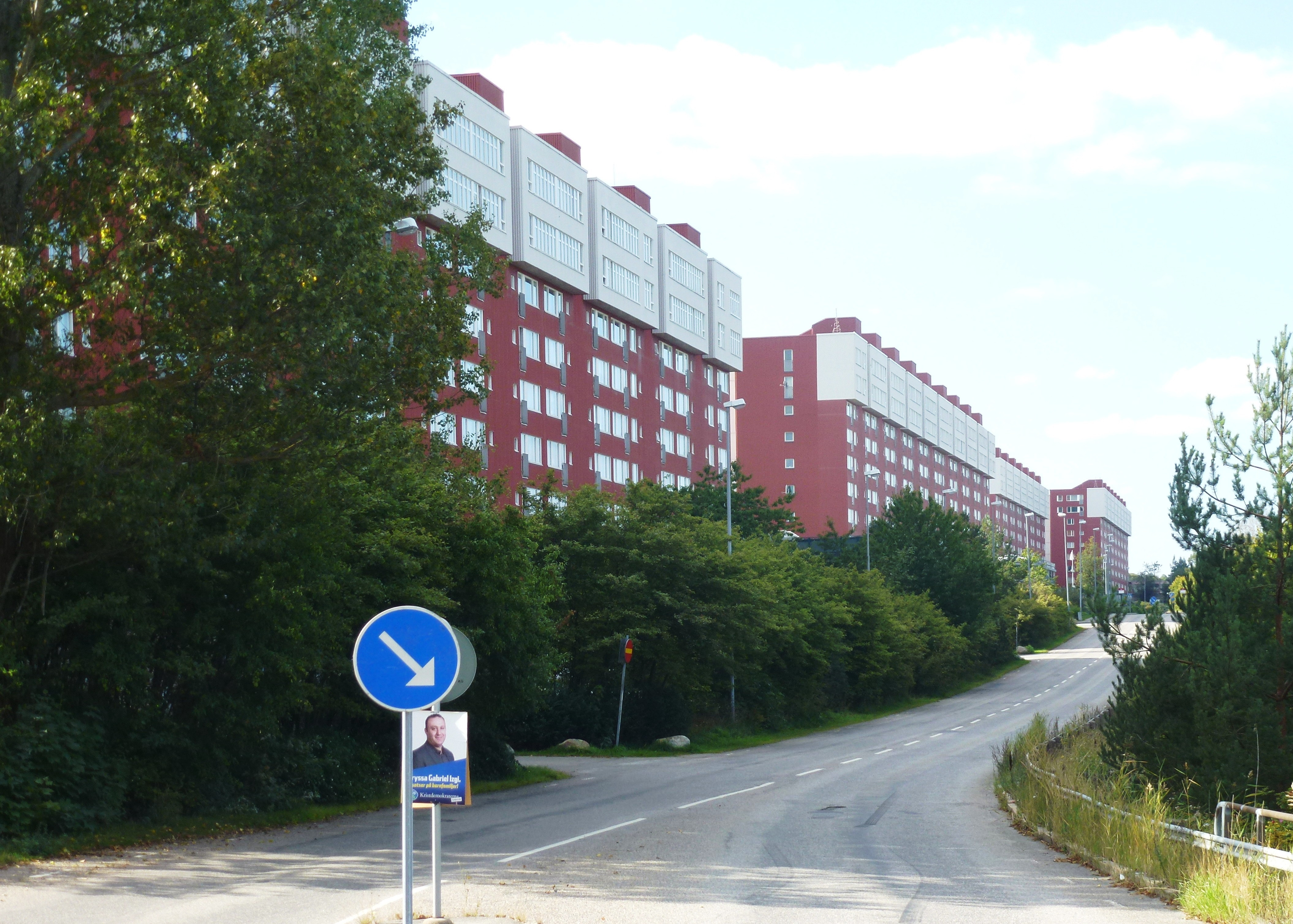
Lars Brydes höghuslängor
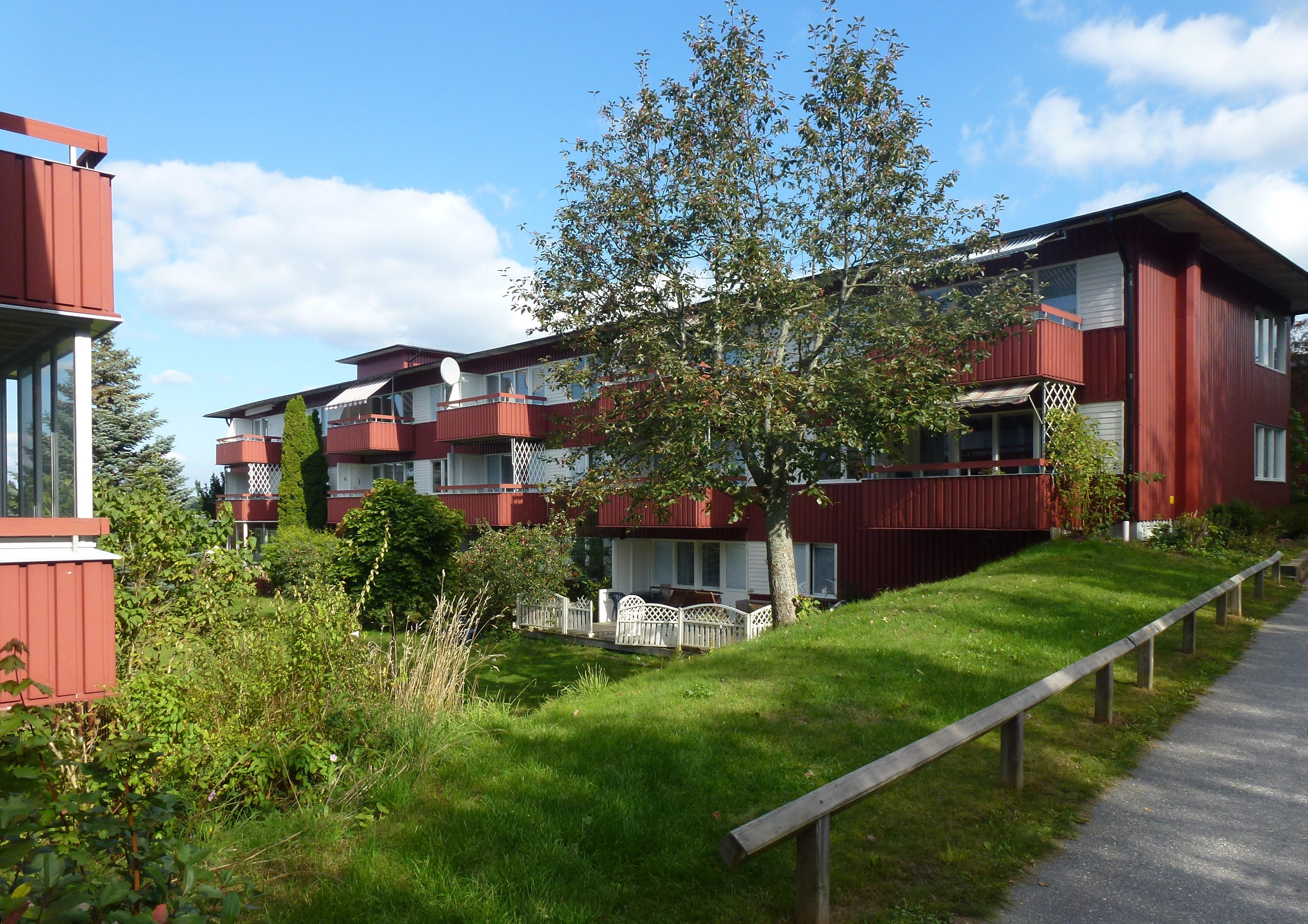
Kedjehus vid Skarpbrunnavägen
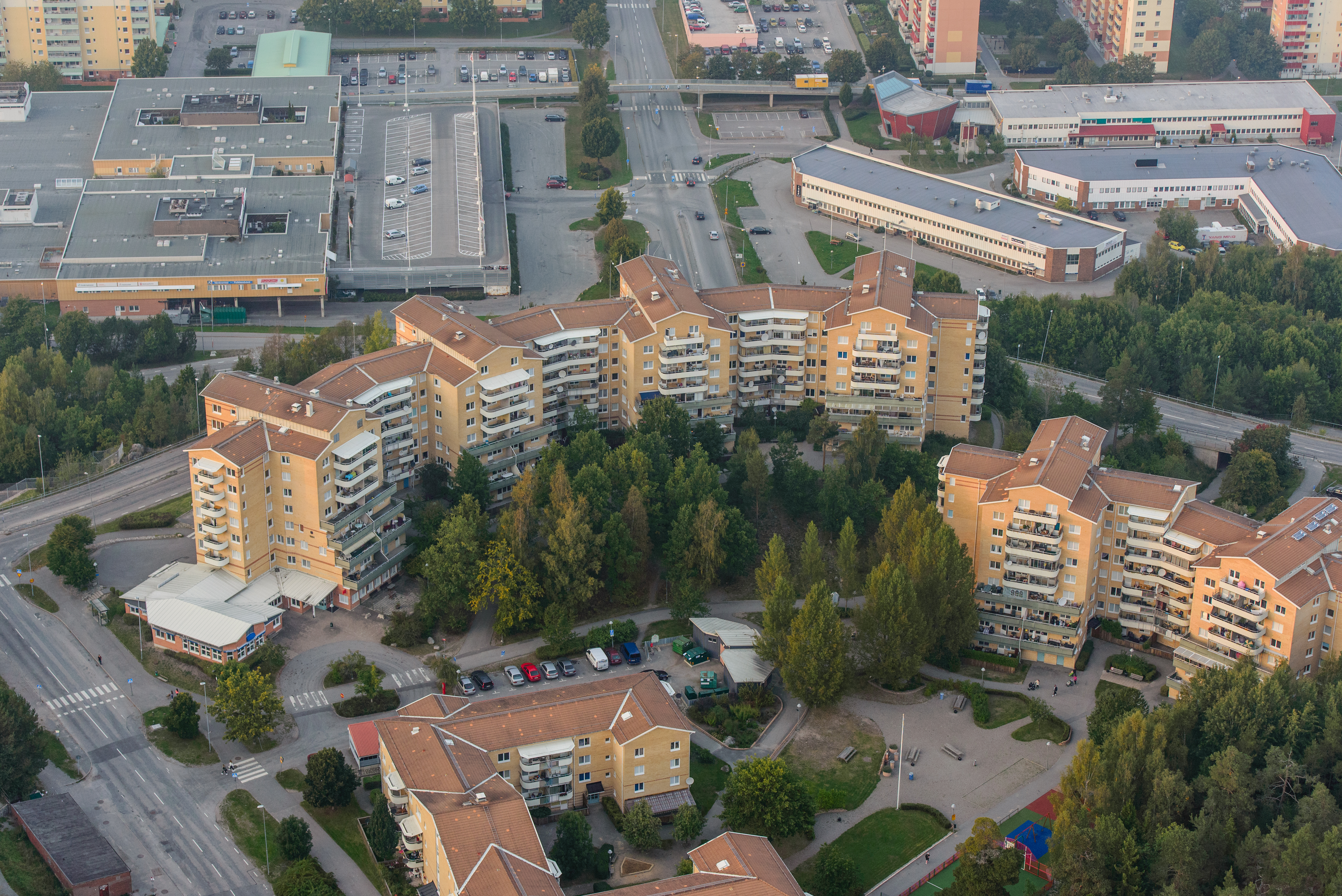
HSB:s "Tre Källor"
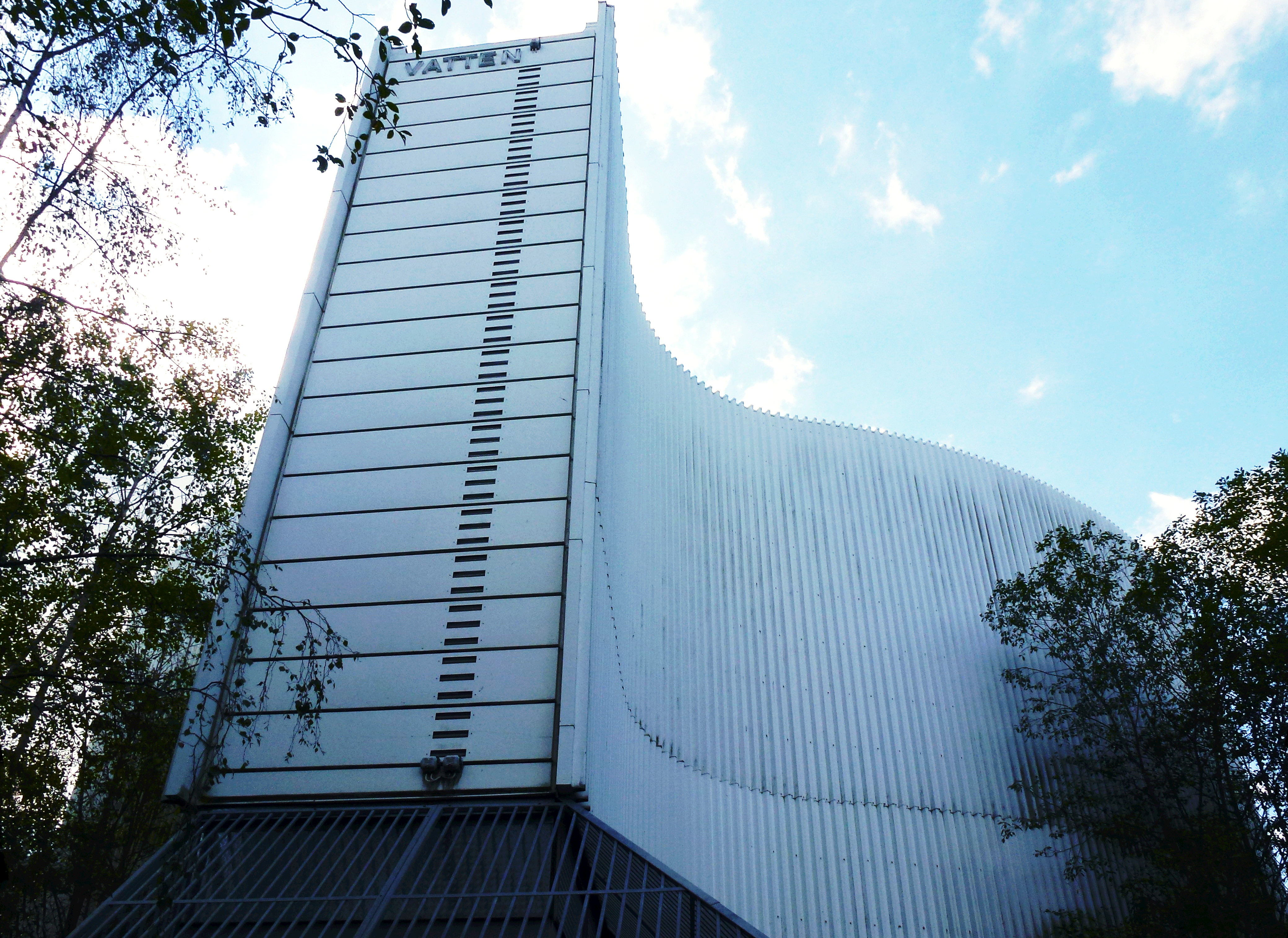
Eriksbergs vattenreservoar
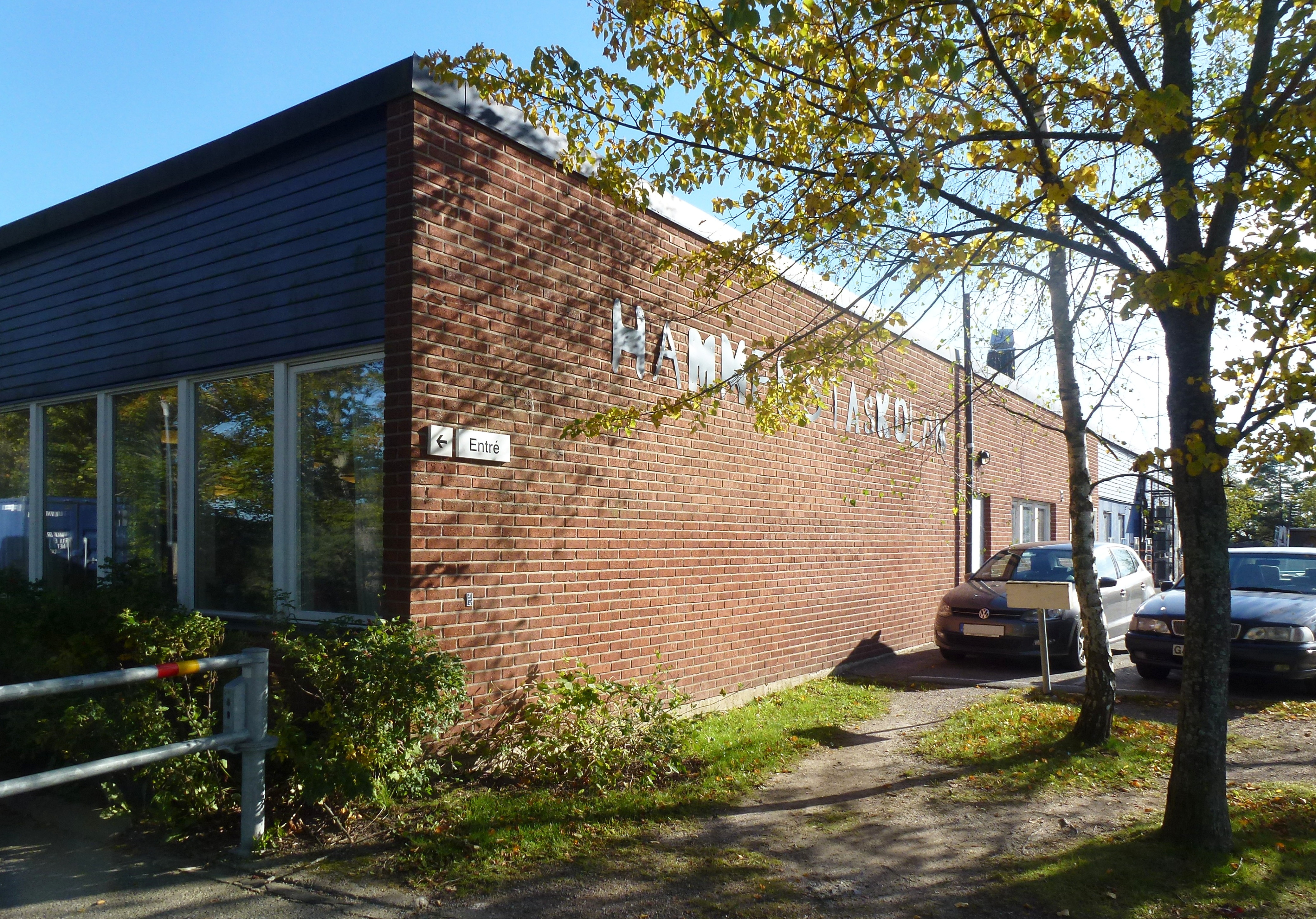
Hammerstaskolan